# 众神的宴会
《众神的宴会》（義大利語：Il festino degli dei）是意大利文艺复兴大师乔瓦尼·贝利尼的一幅油画，多索·多西和提香前后在画面左侧和中间的风景部分进行了大量添加。这是威尼斯艺术家创作的少数几幅神话题材的绘画之一。该作品于1514年完成，是贝利尼的最后一部主要作品。该画现藏于华盛顿特区的国家美术馆，国家美术馆称其为“美国最伟大的文艺复兴时期画作之一”。
这幅画是文艺复兴时期的大型绘画作品中第一幅以“众神之宴”为主题的，这一主题一直流行到一百多年后矫饰主义运动结束。这幅画与佛罗伦萨画家巴托洛梅奥·德·乔凡尼在15世纪90年代创作的另一幅相同题材但画面内容更简单的画作有几处相似。

## 委托关系
这幅画右下角的木桶上画着一张纸，上面有署名：“joannes bellinus venetus / p MDXIIII”（威尼斯的乔瓦尼·贝利尼，绘于1514年），并记录了他当年的收款。该画取材于奥维德诗集，是一系列绘画作品中最早的一幅，这些作品均为神话题材的重要作品，是费拉拉公爵阿方索一世·德斯特为他在费拉拉的埃斯特城堡的雪花石膏室所委托创作的。1511年，人文主义者马里奥·埃奎科拉选定了这幅画主题。当时他正在服务于公爵的妹妹伊莎贝拉·德斯特，并将包括草图在内的一些说明分发给了艺术家们。后来的委托包含四幅提香的大型作品（其中一幅现已遗失）以及十幅多索·多西的小幅作品，这些小作品可能放置在大作品的上方。提香为该房间绘制的作品中现存的三幅的分别是《巴克斯和阿里阿德涅》（现藏于伦敦国家美术馆）、《安德里亚人的酒神节》和《对维纳斯的崇拜》（现藏于马德里普拉多博物馆）。

## 主题

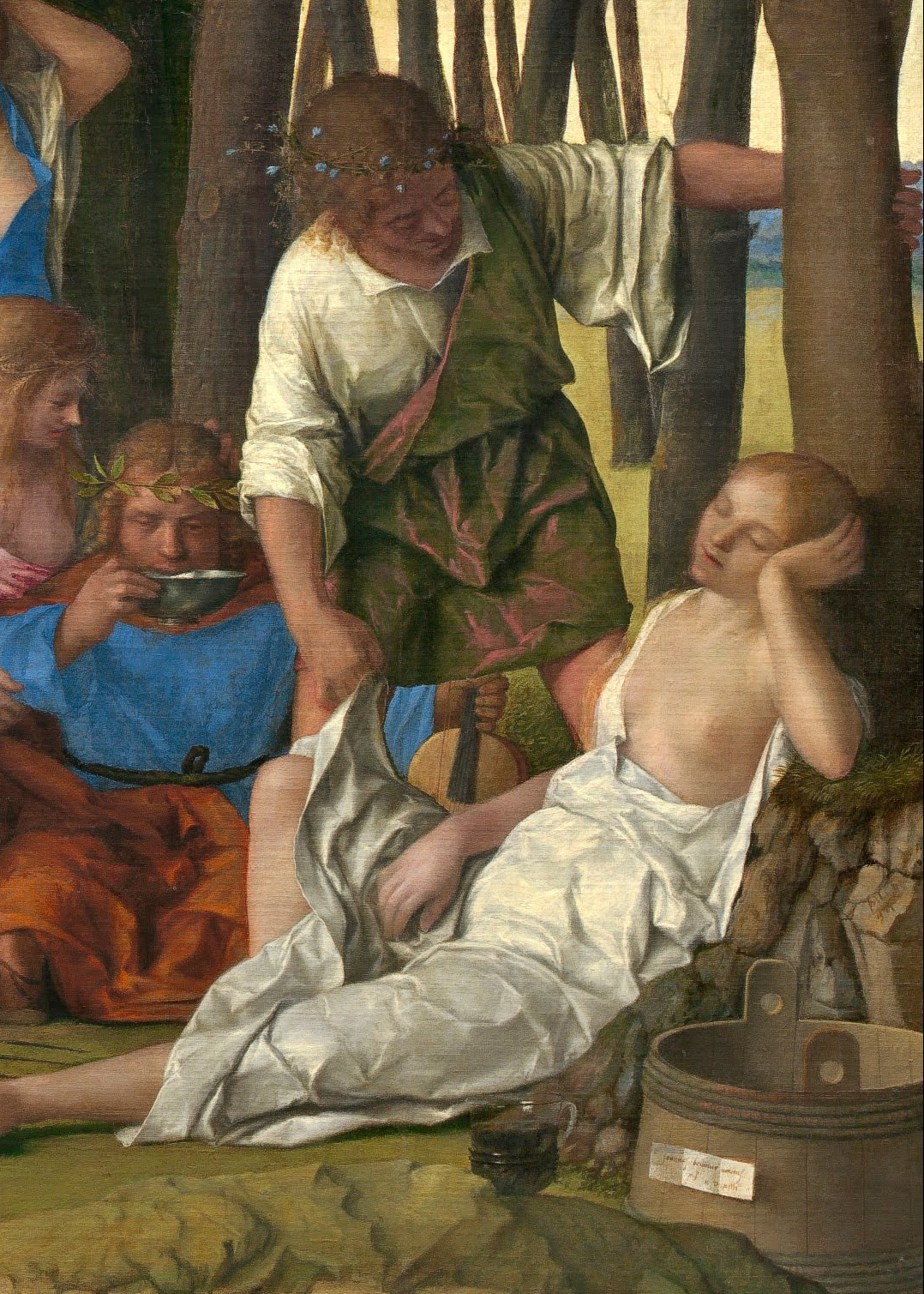
普里阿普斯与洛提斯

这幅画表现的是洛蒂斯被强奸未遂的事件。她是奥维德在诗中所提到的一位仙女，尼普顿或涅柔斯的女儿。她在参加的纪念酒神利伯的节日时，普里阿普斯试图在她睡着时强奸她，但她被西勒诺斯的毛驴的叫声惊醒并逃跑了。这使得普里阿普斯尴尬不已，因为在场的其他人也都被惊醒并且意识到了他的意图。故事情节在整幅画面的边缘展现，展现关键事件发生前不久的某个时刻：西勒诺斯和他的驴在左边，普里阿普斯和洛提斯在右边（除了洛提斯，其他人都还很清醒）。这一主题曾在1497年于威尼斯出版的第一本意大利文版《奥维德》插图本中出现过。1510年的一幅威尼斯版画中也描绘了这一罕见主题，画中洛蒂斯的姿势与此非常相似，但更加强调了故事的情色本质，包括直接描绘出的普里阿普斯巨大的生殖器，其在这幅画中仅在布料下隐约可见。
图中人物通常被认为是（从左到右的顺序）：一位萨提尔、抱着驴的西勒诺斯、他所照顾的少年巴克斯、西尔瓦诺斯（或法乌诺斯）、手持双蛇杖和头盔的墨丘利、另一位萨提尔、朱庇特、一个侍奉的仙女、库柏勒、潘、尼普顿、两个站立的仙女、刻瑞斯、阿波罗、普里阿普斯、洛提斯。其中一些人物可能是费拉拉宫廷人物的肖像，其中包括阿方索和他的妻子卢克雷齐娅·博尔吉亚。
另一种说法是，画中央的男人的手放在女人的大腿之间，表明他们是一对新婚夫妇，从女人手中拿着的榅桲也可以看出来。榅桲是一种给新娘食用的水果，可以增强她们的性欲。按照这样的解释，如果男子是尼普顿的话，那么女子就是安菲特里忒。

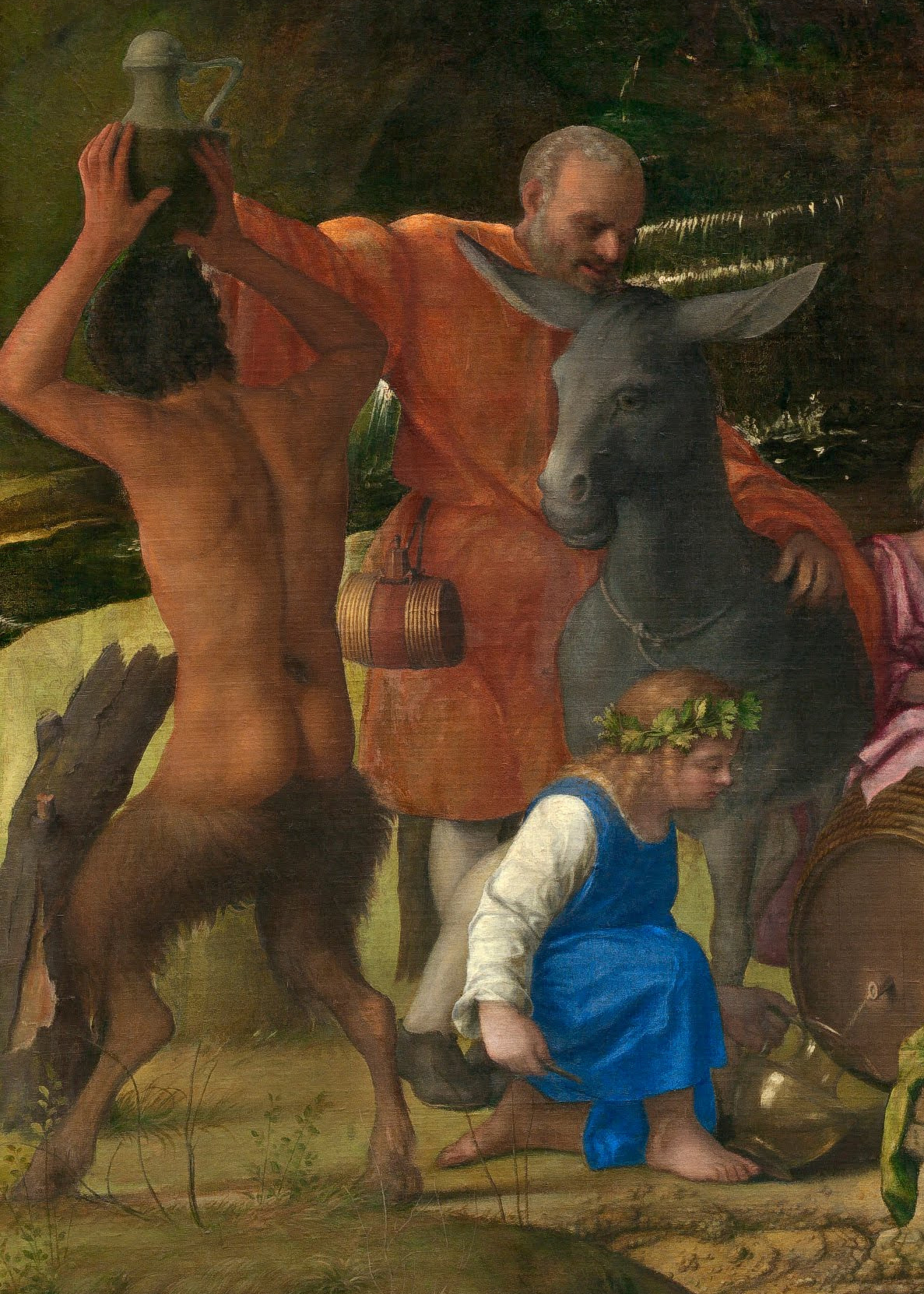
西勒诺斯和他的驴子，以及以婴儿方式出现的巴克斯